# SK Buštěhrad

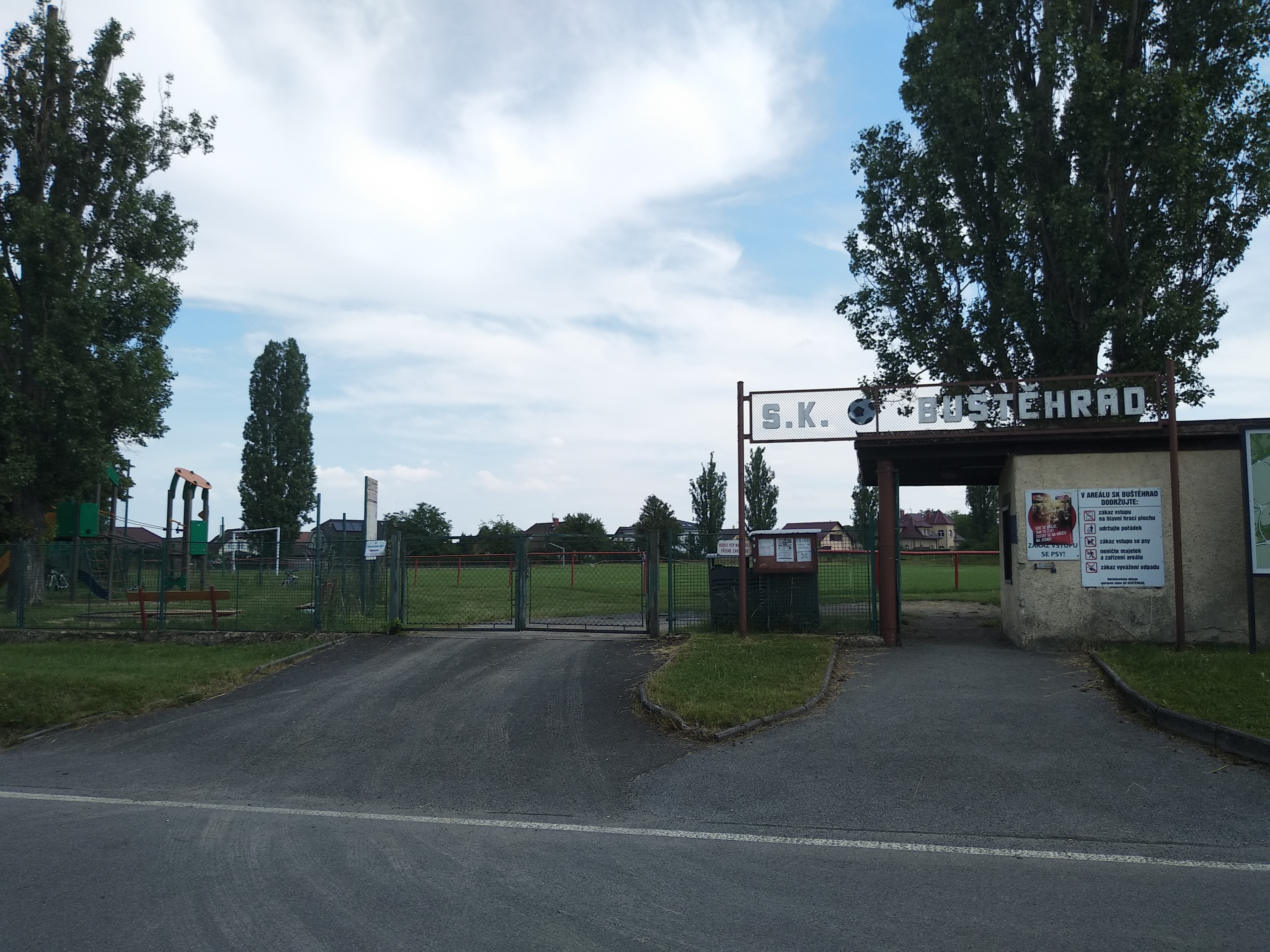
Hřiště SK Buštěhrad

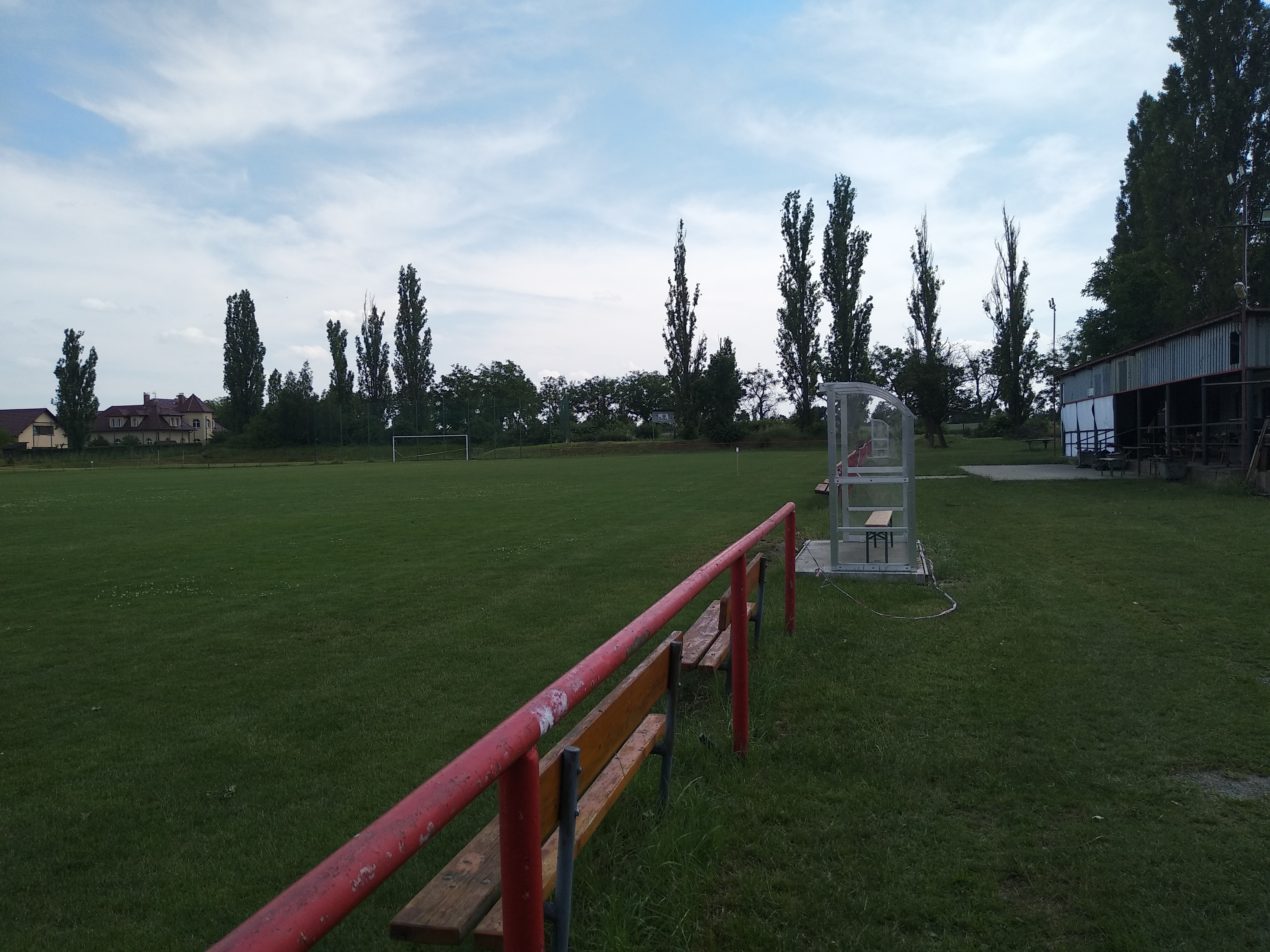
Hřiště SK Buštěhrad

SK Buštěhrad je český fotbalový klub z města Buštěhradu, hrající od roku 2022 III. třída okresu Kladno. Klub byl založen v roce 1919.
Hřiště SK Buštěhrad na jihozápadním okraji města se nachází jen přibližně 500 m od hřiště klubu TJ Sokol Lidice, odděluje je silnice I/61. Při jejich společných utkáních psal Kladenský deník několikrát o derby.

## Historie
Klub byl založený 27. dubna 1919 na ustavující schůzi v hostinci „Na Vinohradě“, barvou klubu byla zvolena černo-bílá. V roce 1920 získal SK Buštěhrad první hřiště na poli
státního statku. Po čtrnáctidenní práci však došlo k rozkolu a výsledkem konfliktní situace byly dva kluby – „SK Buštěhrad“ a „Čechie Buštěhrad“, SK získal pozemek za Ovčínem pro nové hřiště, první derby v tomto roce vyhrál SK 1:0, Čechie měla hřiště na místě nynějších garáží technických služeb. Na valné hromadě 2. listopadu 1924 došlo ke sloučení obou klubů z přání Čechie, což kvitovala také veřejnost. V roce 1924 hřiště pohltila výstavba a tak hrál klub na hřišti SK Hostouň, mužstvo vyhrálo pohár. V roce 1928 bylo zrušeno hřiště za pilou a bylo vybudované nové na místech dnešní Hutnické ulice. Na jaře 1939 se hřiště přemístilo do prostoru proti hostinci „Na Kahanci“.
V roce 1946 byla uspořádaná tryzna za umučené a padlé členy klubu a postaven pomník v areálu hřiště. V letech 1960–1961 postaveny nové kabiny, přátelské utkání s Železárnami Bílá Cerekev. V roce 1964 klub oslavil 45. výročí a utkal se s hokejisty ligového SONP Kladno 2:6, byla odhalena pamětní deska členům oddílu, kteří zahynuli za druhé světové války. V roce 1971 byly na hřiště byly instalovány nové (kulaté) branky. V roce pětapadesátého výročí kopané v Buštěhradě (1974) se získal tým titul „Vzorný oddíl 3. stupně“, v rámci oslav bylo sehráno přátelské utkání se starou gardou Slávie Praha. Zápas měl slavnostní rámec a hosté předvedli, před více než 400 diváky, jak se hrála kopaná v minulosti (internacionál Josef Bican ve svých dvaašedesáti letech předvedl mistrovské kousky a velkou měrou se zasloužil o vítězství 2:3, když dal všechny branky sám), v předzápase se utkali také žáci obou oddílů. V květnu 1977 podnikl historicky první zájezd za hranice vlasti a navázání družby s podnikovým týmem Teguma Halberstadt z NDR, v létě přijeli hosté na oplátku do Buštěhradu. V roce 1978 oddíl zakoupil autobus a byla tak vyřešena doprava všech družstev k zápasům. V roce 1979 oddíl oslavil šedesát let trvání, byla instalována výstavka trofejí a dokumentů o činnosti, hrála dechová hudba „Poldinka“, oddíl byl doporučen OV ČSTV Kladno na udělení titulu „Vzorný oddíl 1. stupně“ a tento titul obdržel v následujícím roce. V roce 2002 byl založen B tým.
názvy klubu
- 1919–1949 SK Buštěhrad; (1920–1924) současně Čechie Buštěhrad
- 1949–1988 TJ Sokol – oddíl kopané
- 1989–2014 SK Buštěhrad
- od 2015 Sportovní klub Buštěhrad

## Sportovní úspěchy

### Umístění v jednotlivých sezonách
Stručný přehled
Zdroj: 
- 1920: vítězství 1:0 nad Čechií Buštěhrad
- 1924: pohár a diplom v pohárové soutěži
- 1926: 2. místo ve III. třídě mistrovské soutěže a postup do II. třídy; pochod s hudbou z Buštěhradu do Otvovic
- 1928: 3. místo v mistrovské soutěži, po reorganizaci postup do II. třídy středočeské župy
- 1931: záchrana v mistrovské soutěži ve II. třídě až zlepšeným závěrem
- 1933: postup do I. B třídy; křišťálový pohár, který věnoval pan ředitel Emil Bryndač a putovní pohár, věnovaný správcem pivovaru Karlem Bukem
- 1934: 2. místo v mistrovské soutěži za SK Kročehlavy
- 1936: křišťálový pohár za 1. místo v pohárové soutěži
- 1938: 2. místo v pohárové soutěži uspořádané k oslavám 20. výročí vzniku republiky
- 1938: sestup z mistrovské soutěže do II. třídy kladenského okresu; byly sehrány jen dva zápasy a soutěž v září přerušila mobilizace
- 1939: postup do I. B třídy
- 1941: dorost obsadil první místo a kvalifikoval se do mistrovské župní soutěže
- 1942: dorost se probojoval do finále spolu s mužstvy Admira 8, Nuselský SK, Sparta Praha, a ČAFC Vinohrady; po vítězství na prvními třemi celky prohrál Buštěhrad s ČAFC Vinohrady 2:4, ty se staly mistry Čech; střelcem mužstva byl Václav Sršeň
- 1947: postup do I. A třídy (3. nejvyšší soutěž v Čechách), po 27 letech činnosti
- 1950–1957: pád do nižších soutěží
- 1958 postup do I.B třídy
- 1959: 2. místo
- 1960: 7. místo a postup do nově tvořené I. A třídy
- 1963: po nové reorganizaci soutěží zařazení do I. B třídy, když klub postupoval ze 6. místa
- 1969: hrozil sestup z I. B třídy
- 1973: završení série 2. míst
- 1974: I. A mužstvo skončilo 4. v mistrovské soutěži
- 1976: výhra v přátelském utkání nad Rakovníkem B 7:0 (před dvěma lety s tímto oddílem prohrál Buštěhrad postup do I. A třídy)
- 1982: finále „Memoriálu Aloise Burgra“ s SK Hostouň 1:1; penalty s 33 pokutovými kopy; vítězství v poháru 12:11
- 1986: sestup do III. třídy
- 1990: postup do okresního přeboru
- 1991: 1. místo v „Lidickém poháru“
- 2000: Buštěhrad opouští okresní přebor
- 2005: sestup do IV. třídy
- 2009: postup do III. třídy
- 2012: postup do okresního přeboru
- 2013: sestup do III. třídy
- 2018: postup do okresního přeboru
- 2022: sestup do III. třídy
- 2025: postup do okresního přeboru

Jednotlivé ročníky
| Československo (1919 – 1938)             |                                     |        |    |    |   |    |     |    |      |    |        |
| Sezóny                                   | Liga                                | Úroveň | Z  | V  | R | P  | VG  | OG | +/−  | B  | Pozice |
| ...                                      |                                     |        |    |    |   |    |     |    |      |    |        |
| 1925/26                                  | III. třída okresu Kladno            |        |    |    |   |    |     |    |      |    | 2.     |
| 1926/27                                  | II. třída okresu Kladno             |        |    |    |   |    |     |    |      |    |        |
| 1927/28                                  |                                     |        |    |    |   |    |     |    |      |    | 3.     |
| 1928/29                                  | II. třída Středočeské župy          |        |    |    |   |    |     |    |      |    |        |
| 1929/30                                  | II. třída Středočeské župy          |        |    |    |   |    |     |    |      |    |        |
| 1930/31                                  | II. třída Středočeské župy          |        |    |    |   |    |     |    |      |    |        |
| 1931/32                                  | II. třída Středočeské župy          |        |    |    |   |    |     |    |      |    |        |
| 1932/33                                  | II. třída Středočeské župy          |        |    |    |   |    |     |    |      |    | ?      |
| 1933/34                                  | I. B třída Středočeské župy         |        |    |    |   |    |     |    |      |    | 2.     |
| 1937/38                                  |                                     |        |    |    |   |    |     |    |      |    | ?      |
| ...                                      |                                     |        |    |    |   |    |     |    |      |    |        |
| Protektorát Čechy a Morava (1939 – 1945) |                                     |        |    |    |   |    |     |    |      |    |        |
| Sezóny                                   | Liga                                | Úroveň | Z  | V  | R | P  | VG  | OG | +/−  | B  | Pozice |
| ...                                      |                                     |        |    |    |   |    |     |    |      |    |        |
| Československo (1945 – 1993)             |                                     |        |    |    |   |    |     |    |      |    |        |
| Sezóny                                   | Liga                                | Úroveň | Z  | V  | R | P  | VG  | OG | +/−  | B  | Pozice |
| 1947/48                                  | I. A třída Středočeské župy – sk. A | 3      |    |    |   |    |     |    |      |    |        |
| ...                                      |                                     |        |    |    |   |    |     |    |      |    |        |
| Česko (1993 – )                          |                                     |        |    |    |   |    |     |    |      |    |        |
| Sezóny                                   | Liga                                | Úroveň | Z  | V  | R | P  | VG  | OG | +/−  | B  | Pozice |
| ...                                      |                                     |        |    |    |   |    |     |    |      |    |        |
| 2005/06                                  | IV. třída okresu Kladno sk. C       | 10     | 22 | 13 | 3 | 6  | 63  | 35 | +28  | 42 | 3.     |
| 2006/07                                  | IV. třída okresu Kladno sk. C       | 10     | 18 | 7  | 6 | 5  | 42  | 25 | +17  | 27 | 4.     |
| 2007/08                                  | IV. třída okresu Kladno sk. C       | 10     | 20 | 12 | 1 | 7  | 58  | 56 | +2   | 37 | 4.     |
| 2008/09                                  | IV. třída okresu Kladno sk. C       | 10     | 16 | 12 | 1 | 3  | 46  | 14 | +32  | 37 | 2.     |
| 2009/10                                  | III. třída okresu Kladno sk. A      | 9      | 26 | 9  | 3 | 14 | 35  | 55 | −20  | 30 | 11.    |
| 2010/11                                  | III. třída okresu Kladno sk. A      | 9      | 26 | 13 | 3 | 10 | 53  | 35 | +18  | 42 | 5.     |
| 2011/12                                  | III. třída okresu Kladno sk. A      | 9      | 26 | 19 | 2 | 5  | 85  | 32 | +53  | 59 | 1.     |
| 2012/13                                  | II. třída okresu Kladno             | 8      | 26 | 3  | 1 | 22 | 27  | 98 | −71  | 10 | 14.    |
| 2013/14                                  | III. třída okresu Kladno sk. A      | 9      | 26 | 8  | 5 | 13 | 65  | 60 | +5   | 30 | 12.    |
| 2014/15                                  | III. třída okresu Kladno sk. A      | 9      | 24 | 5  | 5 | 14 | 32  | 60 | −28  | 23 | 13.    |
| 2015/16                                  | III. třída okresu Kladno sk. A      | 9      | 26 | 9  | 9 | 8  | 52  | 46 | +6   | 41 | 5.     |
| 2016/17                                  | III. třída okresu Kladno sk. A      | 9      | 26 | 13 | 3 | 10 | 65  | 61 | +4   | 43 | 7.     |
| 2017/18                                  | III. třída okresu Kladno sk. A      | 9      | 26 | 21 | 1 | 4  | 112 | 33 | +79  | 65 | 1.     |
| 2018/19                                  | II. třída okresu Kladno             | 8      | 26 | 7  | 6 | 13 | 55  | 71 | −16  | 33 | 10.    |
| 2019/20                                  | II. třída okresu Kladno             | 8      | 13 | 8  | 1 | 4  | 33  | 20 | +13  | 26 | 4.     |
| 2020/21                                  | II. třída okresu Kladno             | 8      | 7  | 3  | 0 | 4  | 10  | 23 | -13  | 9  | 10.    |
| 2021/22                                  | II. třída okresu Kladno             | 8      | 26 | 10 | 0 | 16 | 41  | 75 | -34  | 28 | 14.    |
| 2022/23                                  | III. třída okresu Kladno sk. A      | 9      | 24 | 15 | 0 | 9  | 60  | 39 | +21  | 47 | 3.     |
| 2023/24                                  | III. třída okresu Kladno sk. A      | 9      | 24 | 17 | 0 | 7  | 76  | 44 | +32  | 51 | 4.     |
| 2024/25                                  | III. třída okresu Kladno sk. B      | 9      | 26 | 24 | 0 | 2  | 155 | 33 | +122 | 72 | 1.     |

Legenda: Z – zápasy, V – výhry, R – remízy, P – porážky, VG – vstřelené góly, OG – obdržené góly, +/− – rozdíl skóre, B – body, červené podbarvení – sestup, zelené podbarvení – postup, fialové podbarvení – reorganizace, změna skupiny či soutěže
B tým
| Česko (2002 – )                              |                               |        |    |    |   |    |    |     |     |    |        |
| Sezóny                                       | Liga                          | Úroveň | Z  | V  | R | P  | VG | OG  | +/− | B  | Pozice |
| 2004/05                                      | IV. třída okresu Kladno sk. C | 10     | 9  | 0  | 0 | 9  | 10 | 48  | −38 | 0  | 10.    |
| B-mužstvo nebylo přihlášeno v žádné soutěži. |                               |        |    |    |   |    |    |     |     |    |        |
| 2010/11                                      | IV. třída okresu Kladno sk. A | 10     | 28 | 7  | 3 | 18 | 52 | 137 | −85 | 24 | 13.    |
| 2011/12                                      | IV. třída okresu Kladno sk. A | 10     | 26 | 10 | 3 | 13 | 45 | 79  | −34 | 33 | 8.     |
| B-mužstvo nebylo přihlášeno v žádné soutěži. |                               |        |    |    |   |    |    |     |     |    |        |

## Fotbalisté klubu
Fotbalový klub spoluzakládal Josef Hudeček (1922–?) — lázeňský lékař a balneolog z Teplic a sportovní lékař SK Teplice. Vyrůstali zde také Václav Sršeň, Josef Kajml a Václav Karmazín. 

## Aktuální soupiska
| #  | Pozice | Hráč            |
| -- | ------ | --------------- |
| 1  | B      | David Karásek   |
| 22 | B      | Jakub Štýbr     |
| 23 | B      | Martin Míšek    |
| 2  | O      | Pavel Falc      |
| 3  | O      | Jan Kopuletý    |
| 4  | O      | Tomáš Rohla     |
| 9  | O      | Matyáš Roztočil |
| 10 | O      | Josef Kurajský  |
| 14 | O      | Lukáš Pulec     |
| 20 | O      | Ondřej Hroneš   |
| 25 | O      | Petr Hrubý      |
| 6  | Z      | Marcel Výborný  |
| 7  | Z      | Michal Čečetka  |

| #  | Pozice | Hráč             |
| -- | ------ | ---------------- |
| 8  | Z      | Lukáš Rohla      |
| 13 | Z      | Dominik Roztočil |
| 16 | Z      | Samuel Kolak     |
| 17 | Z      | Matyáš Halaj     |
| 18 | Z      | Jakub Krejsa     |
| 19 | Z      | Matěj Kozubek    |
| 24 | Z      | Josef Horký      |
| 5  | Ú      | Maxmilián Halaj  |
| 11 | Ú      | Jiří Rudolecký   |
| 12 | Ú      | Štefan Lucký     |
| 21 | Ú      | Ondřej Křišťan   |
| 26 | Ú      | Zied Rouatbi     |